# One Must Fall 2097
One Must Fall 2097 è un videogioco picchiaduro a incontri, il secondo della serie One Must Fall, il primo a essere commercializzato. Realizzato nel 1994 da Epic MegaGames per MS-DOS, consiste in combattimenti tra robot per la maggior parte antropomorfi.
Nel 1999 il gioco è stato dichiarato freeware. Precedentemente ha rappresentato un insuccesso a livello commerciale.

## Trama
Nel 2097 i governi non sono altro che marionette in mano alle multinazionali. Una di queste è la WAR, acronimo per World Aeronautics and Robotics che, nata come produttrice di robot per il supporto agli umani durante i viaggi nello spazio, in seguito ha costruito la prima stazione spaziale attiva. I robot della WAR sono poi diventati i migliori sul mercato grazie al sistema di controllo gestito da un unico uomo il cui cervello è collegato alla macchina in remoto, cosicché il "pilota" diventa praticamente il robot a tutti gli effetti. In questo modo WAR viene appoggiata da tutti i governi e diventa una superpotenza, con i propri segreti. Per rendere agli occhi di tutti la propria posizione meno formale e oscura e nascondere lo scopo di testare segretamente le sue nuove tecnologie, la WAR organizza una serie di tornei tra robot, creando un vero e proprio business televisivo: uno di questi, quello principale nel gioco, si svolge su Ganimede, satellite di Giove, e come posta in palio ha un posto di comando su una stazione spaziale.

## Modalità di gioco
One Must Fall è un picchiaduro a incontri in 2D dove i giocatori possono controllare il robot come si possono controllare i personaggi dei classici di un picchiaduro, attaccando tramite pugni e calci, più tre o quattro mosse speciali a disposizione direttamente collegate alle proprie abilità e aspetto fisico.
Sotto la barra rossa della salute se ne trova una azzurra della stamina, che si svuota ogni volta che si subiscono danni. La quantità di stamina persa è inversamente proporzionale alla Resistenza (Endurance) del pilota, uno dei suoi tre parametri assieme alla Forza e all'Agilità. Quando la barra della stamina è completamente svuotata, il giocatore rimane stordito per alcuni secondi, e deve premere ripetutamente i tasti pugno e calcio per riprendersi più in fretta. Una volta che un giocatore avrà vinto tutte le riprese richieste (impostabili nel menu opzioni), potrà eseguire una Scrap Move con la quale umiliare il suo avversario, alla quale dovrà poi seguire una Destruction Move in stile Mortal Kombat. Inoltre, ogni robot (eccetto Nova) possiede una mossa Fire&Ice, eseguibile appena dopo la Destruction Move, che consente di accedere ai personaggi segreti della modalità arcade in un determinato livello.
- La modalità Arcade ci vede affrontare uno dopo l'altro i robot fino alla sfida finale con il boss Nova. Le abilità di ognuno non sono modificabili ed è possibile decidere soltanto il livello di difficoltà generale dal menu opzioni. In questa modalità potremo scegliere uno dei piloti principali presenti nel gioco, ognuno con una propria storia e motivazioni personali. Per poter combattere contro il Maggiore Kreissack, però, serve la difficoltà intermedia Veterano.
- La modalità Torneo è suddivisa in quattro competizioni, ognuna con il proprio costo d'ingresso, numero di partecipanti e potenza degli avversari. Ogni nuova partita inizia col vestire i panni di un nostro pilota personalizzato, scegliendone il nome e il volto (con una scelta ridotta a soli 4 ritratti), non prima di aver selezionato uno dei quattro livelli di difficoltà distinti (diversi dalla difficoltà nell'Arcade in singolo impostabile nelle opzioni). Questa modalità permette di modificare il proprio robot acquistando e vendendo potenziamenti (e a volte perdendoli anche, nel caso in cui il robot dopo un combattimento abbia riportato più danni di quanti il denaro in nostro possesso possa riparare). Oltre ad aumentare velocità e resistenza del nostro robot, possiamo fare altrettanto con il nostro pilota virtuale; è dunque possibile spendere i soldi guadagnati comprando solo la velocità, avendo così un robot che esegue mosse fulminee ma che va al tappeto appena viene toccato, oppure fare in modo che diventi lento ma capace di fare enormi danni con la Forza al massimo. Durante le competizioni possiamo poi acquistare anche altri robot al prezzo però del proprio, con tutti i potenziamenti inclusi; una volta partecipato a un torneo particolarmente importante e difficile, diviene disponibile all'acquisto anche il potentissimo robot Nova.

Sono disponibili cinque arene, quasi tutte caratterizzate da elementi attivi dello scenario che possono danneggiare i contendenti.
È possibile connettere un altro PC, facendo combattere i personaggi del torneo uno contro l'altro. Il gioco supporta anche l'utilizzo del joystick.

## I piloti
- Crystal Devroe (età 23): Specializzata in ingegneria genetica, ella e Christian sono i due figli gemelli nati da una coppia di scienziati. Il padre fu capo ricercatore della WAR per cinque anni, ed è stato proprio il suo nome a dare ai figli la loro posizione nella compagnia. Sfortunatamente, entrambi i genitori morirono cinque anni prima degli eventi nel gioco, unici passeggeri di uno shuttle che partiva dalla Luna alla Terra, tragedia che genererà giustamente sospetti di omicidio. L'unico indizio che Crystal possiede è un codice d'accesso digilink nominato "Nova", trovato nell'armadietto del padre. Proprio per questo, è probabile che la WAR sia responsabile del fatto, e inoltre ella ritiene che il suo codice d'accesso la porterebbe ad accedere ai suoi file segreti, e quindi forse alle informazioni che cerca. Crystal possiede un equilibrio in tutti i settori.
- Steffan Thomas (età 17): Rampollo della famiglia Tommas, una delle famiglie più influenti sulla colonia Iolo sulla Luna, e specializzato nel marketing, Steffen è viziatissimo e arrogante, tanto da credersi al centro dell'Universo, e sa che Ganimede è solo un altro passo verso il suo obiettivo finale: diventare Presidente della WAR. Il fatto che, pur avendo egli solo 17 anni, possieda un cervello il doppio più sviluppato di uno del doppio della sua età lo rende molto distaccato. In battaglia, come nella vita, egli tende ad affidarsi a colpi senza sosta per distruggere il suo avversario. Steffan possiede un ottimo equilibrio tra forza e agilità. Appare come cameo in Tyrian, altro gioco della Epic Megagames.
- Milano Angston (età 35): Specializzato nella sicurezza e nel kick-boxing, Milano è unigenito di Herbert Angston, fondatore della WAR, e questo lo ha reso molto ricco. Anche se i suoi genitori sono associati alla WAR solo nel nome la sua famiglia si è arricchita grazie anche a quasi trent'anni di successo nonstop da parte dell'azienda a partire dai giorni della sua fondazione. A 19 anni, egli lasciò la sua famiglia in cerca di fama e adottò il secondo cognome Steele. In tutta l'umanità, egli divenne famoso per la sua intelligenza e le sue doti quasi inumane di kick-boxing. Nel 2090 fu assunto da Raven, diventando capo della sicurezza della WAR. Milano spera segretamente di riportare la WAR ai fasti della sua famiglia, e di usarla a favore di suo padre. Coloro che giocano nei panni di Milano devono stare molto attenti, dato che egli possiede il corpo più fragile del gioco, avendo egli scarsi attributi di forza e resistenza che complimentano la sua eccezionale agilità.
- Christian Devroe (età 23): Christian sa perfettamente che lo shuttle su cui viaggiavano i suoi genitori è stato distrutto apposta, ma il fatto che anche sua sorella Crystal sia sulle tracce degli assassini lo spaventa. Conscio infatti del grande potere della WAR, e temendo dunque per l'incolumità della sorella, intende sconfiggerla e impedirle di mettersi nella pericolosa posizione di capo di Ganimede. La sua rabbia e la sua testardaggine, favorite dalla voglia di vendicare i suoi genitori, gli impongono un allenamento ininterrotto, e proprio per questo egli potrebbe essere l'avversario più aggressivo della competizione. Oltre al jujitsu, Christian è esperto in ingegneria genetica, come la sorella. Possiede un buon equilibrio tra potenza e resistenza, adatto per tutti i robot, soprattutto Pyros e Gargoyle.
- Shirro (età 73): Shirro è il capo delle Relazioni Pubbliche di tutta la WAR, ed è esperto nel karate. È stata sua l'idea di organizzare il torneo per scopo pubblicitario; è fermamente convinto che se l'evento dovesse dimostrarsi abbastanza popolare, allora i robot servirebbero soprattutto per intrattenere la gente. Shirro conosce bene la situazione della WAR, ma non prende tutto ciò molto sul serio, e spera che le cose si aggiustino da sole. Chiunque lo veda in un torneo di arti marziali lo riconosce come un equilibrio perfetto tra tattiche e forza, sempre sorridente. Coloro che giocano nei panni di Shirro si troveranno nei panni di un giocatore lento ma forte, adatto a Thron, Flail e Nova. Nel sequel del gioco, One Must Fall: Battlegrounds, egli è indicato come eventuale vincitore di questo torneo.
- Jean-Paul (età 27): Si sa molto poco di Jean-Paul, un enigma dalla veste umana. Si sa però che fin dalla sua infanzia ha avuto l'incredibile capacità di assorbire ogni informazione con cui entra in contatto. Oltre ad ottenere il massimo dei voti a qualunque prova egli abbia partecipato, Jean-Paul ha ottenuto un posto nella WAR fin da giovane. Pur avendo sempre ricevuto offerte di volontariato per "ricerche genetiche", egli sa perfettamente che lo userebbero per tentare di scoprire i segreti di una mente così perfetta. È cosciente anche della corruzione nella WAR, e spera di ottenere il supporto dalle altre compagnie per affrontare il "grande mostro" prima che si espanda troppo. Come Crystal, Jean-Paul è un ottimo equilibrio in tutti i settori, il che lo rende adatto agli esordienti del gioco. Lavora meglio se assegnato a Katana, Electra o Shredder.
- Ibrahim "Jihad" Hothe (età 48): Ex-atleta, Ibrahim crede nel concetto di mens sana in corpure sano. Probabilmente il miglior progettatore di HAR, avendo egli ideato robot di prestigio come il Jaguar, il Mantis e l'Omega; il primo di essi è molto famoso, mentre gli altri due sono adatti per le esplorazioni su ambienti ostili. Ibrahim è sempre visto come il mentore dei giovani piloti, ed è specializzato nelle ingegnerie robotiche, visti anche i suoi lavori fatti in passato. Senza dubbio Ganimede gli darà nuova influenza per i suoi nuovi progetti, anche se si preoccupa poco degli affari della WAR. La sua conoscenza dei robot HAR lo rende favorito per la vittoria; può reggere alcuni colpi per poi contrattaccare con efficacia.
- Angel (età sconosciuta): Proviene dalla luna di Ganimede, ma sembra essere uscita dal nulla. Quando fu annunciata come finalista, la maggioranza ne fu sorpresa dato che non solo non si era mai sentito parlare di lei, ma non era neanche impiegata della WAR. Non parla mai con gli altri finalisti, e si è vista solo durante la competizione.
- Cossette (età 39): Un tempo Cossette apparteneva all'Arena, uno sport simile ai combattimenti HAR ambientati nel gioco; questo sport inseriva umani dentro il frame robotico di robot alti dai 10 ai 15 metri, che usavano i vari comandi a loro disposizione. Cossette combatté nell'arena finché un tragico incidente non la costrinse su una sedia a rotelle. Ora si trova "sotto rifugio" della WAR, e i suoi progetti sulle basi spaziali le hanno dato un posto nella compagnia, oltre che la possibilità di dominare Ganimede. Cossette è stata anche ideatrice di Electra, uno dei robot giocabili, un robot creato da un cristallo elettromagnetico trovato su Venere. Cossette è malvista dagli altri partecipanti, che la trattano come inferiore da quando ha subito l'incidente. Pur essendo ella difensiva in combattimento, non va mai sottovalutata.
- Raven (età 26): Si sa poco o nulla della vita di Raven prima di divenire guardia del corpo di Kreissack, ma è proprio dopo aver ottenuto tale posizione che si è fatto conoscere. Brutale sia fuori che dentro la competizione, ha ucciso circa 20 persone per "legittima difesa". Molti pensano che Kreissack voglia che Raven ottenga la posizione su Ganimede per i suoi loschi scopi; Raven vuole sì tale posizione, ma crede che Kreissack sia uno sciocco ambizioso, e vuole solo lasciare che un giorno qualche assassino in accordo con lui superi "accidentalmente" le sue difese e centri il bersaglio.
- Fire (???): è il primo personaggio segreto. Il suo robot é una versione migliorata di Katana, capace di lanciare una sfera infuocata, attacco disponibile per Katana se si batte Fire con tale robot.
- Ice (???): è il secondo personaggio segreto. Il suo robot é una versione migliorata di Shadow, caapce di lanciare un attacco basso congelante, attacco disponibile per Shadow se si batte Fire con tale robot.
- Hans Kreissack (età: 103): è il boss finale dell'arcade e il presidente della WAR, ed è pilota di Nova, uno dei più ambiziosi progetti mai fatti negli ultimi anni. Egli stesso è in effetti responsabile del successo della compagnia. Si pensa che ci sia ben oltre la conoscenza pubblica riguardo alla colonia di Ganimede; molti dicono che si stia preparando per dichiararsi un nuovo imperatore del Sistema Solare, il che è aggravato dalla presenza di una sua armata personale di HAR e dal misterioso progetto NOVA su cui ci ha lavorato sopra negli ultimi anni.

Tra i piloti che compaiono come personaggi segreti nella modalità Torneo sono presenti tre personaggi di Jazz Jackrabbit, altro gioco della Epic Megagames, ovvero il protagonista omonimo, Eva Earlong e Devan Shell. Di riflesso, sempre in Jazz Jackrabbit, appaiono in un livello i modelli di un Jaguar, uno dei robot del gioco.

## I Robot
Ogni robot in One Must Fall ha una propria storia e alcune caratteristiche particolari che lo differenziano in modo sostanziale dagli altri, sia per struttura fisica che per abilità nel combattimento.
- Jaguar (costruito il 4 dicembre del 2070): costruito da Ibrahim Hothe e utilizzato dai ricchi come guardia del corpo, è molto versatile nonostante il suo peso. Ha un cannone integrato e può saltare due volte la sua altezza. La scelta migliore per i principianti.
- Shadow (costruito nel gennaio 2096): uno dei progetti segreti della WAR, è in grado di creare una proiezione di sé che attacca a distanza. Il punti debole delle proiezioni, però, è che se vengono colpite subisce danno anche il pilota.
- Thorn (costruito il 4 luglio 2074): costruito da Cliff Brussee, e uno dei robot più popolari, ha montate sulle braccia delle lunghe lame che gli permettono di agganciare e far volare gli avversari.
- Pyros (costruito il 5 giugno 2076): costruito da James Sweeney, e utilizzato nello spazio, si sposta levitando grazie a due potenti motori che utilizza come arma per dar fuoco agli avversari. La sua notevole lentezza, uno dei suoi svantaggi, è compensata dalla sua forza bruta.
- Electra (costruito l'8 marzo 2077): costruito da Cossette Akira, e utilizzato nell'esplorazione di Io, un satellite di Giove, può produrre scariche elettriche grazie ad un particolare cristallo, dal quale il robot è stato costruito. Eletra è veloce, e basta un tocco per mandare un cortocircuito un semplice macchinario.
- Katana (costruito il 10 novembre 2078): costruito da Hans Kreissack, questo robot monta al posto delle mani due lame e grazie al peso di queste riesce a compiere delle spettacolari evoluzioni mortali, come salti sui muri, e giravolte con le sue lame (fino addirittura a 5 giravolte).
- Shredder (costruito il 30 febbraio 2086): costruito da Marcus Knight e progettato per le miniere, il robot può sparare letteralmente le proprie mani affilate.
- Flail (costruito il 19 maggio 2083): costruito da Stephen Jamison, con delle catene collegate a delle lame sopra le braccia e ruote al posto delle gambe, è il robot più particolare del gioco, in quanto non solo è adatto al combattimento, ma anche alle costruzioni.
- Gargoyle (costruito il 16 marzo 2068): costruito dal famoso designer Marcus Knight, ed utilizzato in missioni di ricognizione, sfoggia delle ali di titanio con cui può volare ed ha una struttura leggera che lo rende molto veloce.
- Chronos (costruito il 31 ottobre 2072): costruito da Arjan Schmalz, questo robot utilizza un'arma fatta di campo di stasi, in grado di fermare il tempo "congelando" l'avversario, grazie ad un Attivatore di Stasi espulso dal generatore, i cui effetti si manifestano quando il colpo tocca materia solida (il che è utile per contenere esplosioni, rallentare flussi di veleno nel sangue o semplicemente fermare oggetti in movimento); inoltre è in grado di teletrasportarsi, consumando pure meno energia rispetto ad un trasferitore di materia convenzionale.
- Nova (???): è il robot che funge da boss finale per entrambe le modalità singleplayer: nel torneo, appartiene a Ian Tavares, campione del Campionato Mondiale (World Championship), mentre nell'arcade appartiene al Maggiore Hans Kreissack, presidente della WAR. Possiede razzi, granate e un pugno sismico. Ma il vero segreto di Nova è che a differenza di altri HAR, dove il corpo si trova all'interno del robot e la connessione è stabilita mediante una connessione intercerebrale, nel Nova il cervello è direttamente impiantato nel robot, il che permette a persone paralizzate o disabili di vivere una nuova vita. Due scienziati, i coniugi Devroe, genitori di Christian e Crystal, avevano abbandonato il progetto quando avevano scoperto il perché era così ricercato da Kreissack; come conseguenza, essi sono rimasti apparentemente uccisi nell'esplosione di uno shuttle che viaggiava dalla Luna alla Terra.

## Sviluppo
One Must Fall 2097 fu in origine pubblicato in beta il 18 maggio 1993, mentre il gioco completo uscì il 1994 con la Epic MegaGames.
La musica fu creata da Kenny Chou del gruppo demoscene Renaissance.
Una versione freeware beta era stata creata in precedenza sull'onda del trionfo di Street Fighter II. Tale prototipo era chiamato semplicemente One Must Fall e include due combattenti umani, del tutto diverso dal gioco successivo.

## Eredità
Il 10 febbraio 1999 il gioco è stato reso completamente freeware.
Tra il 2003 e il 2004 è stato creato un sequel spirituale, chiamato One Must Fall: Battlegrounds.
Nel gennaio 2013 un progetto di un remake libero era postato su GitHub, chiamato OpenOMF.